# Un filosof ținând curs despre planetariu
Un filosof ținând curs despre planetariu, sau titlul complet, Un filosof ținând curs despre un planetariu în care o lampă este pusă în loc de Soare, este o pictură a lui Joseph Wright de Derby reprezentând un lector care dă o demonstrație despre un planetariu pentru un public restrâns. Pictura a precedat un tablou similar al său Un Experiment pe o Pasăre în Pompa de Aer (National Gallery, Londra).
Un biograf al lui Wright, Benedict Nicolson, a susținut în 1968 că John Whitehurst a fost modelul pentru lector, în timp ce un alt comentator subliniază aemănarea figurii cu "o pictură a lui Isaac Newton de Godfrey Kneller". O observare îndeaproape a fețelor adulte din pictură arată că fiecare demonstrează una sau alta dintre principalele faze ale lunii – lună nouă, primul pătrar, ultimul pătrar și lună plină.